# Sylvirana faber
Sylvirana faber là một loài ếch trong họ Ranidae. Nó được tìm thấy ở Campuchia và có thể Thái Lan.
Các môi trường sống tự nhiên của chúng là các khu rừng ẩm ướt đất thấp nhiệt đới hoặc cận nhiệt đới, đầm nước nhiệt đới hoặc cận nhiệt đới, rừng mây ẩm nhiệt đới và cận nhiệt đới, vùng đất ẩm có cây bụi nhiệt đới hoặc cận nhiệt đới, đồng cỏ ở cao nhiệt đới hoặc cận nhiệt đới, sông, vườn nông thôn, và các khu rừng trước đây bị suy thoái nặng nề.

## Hình ảnh

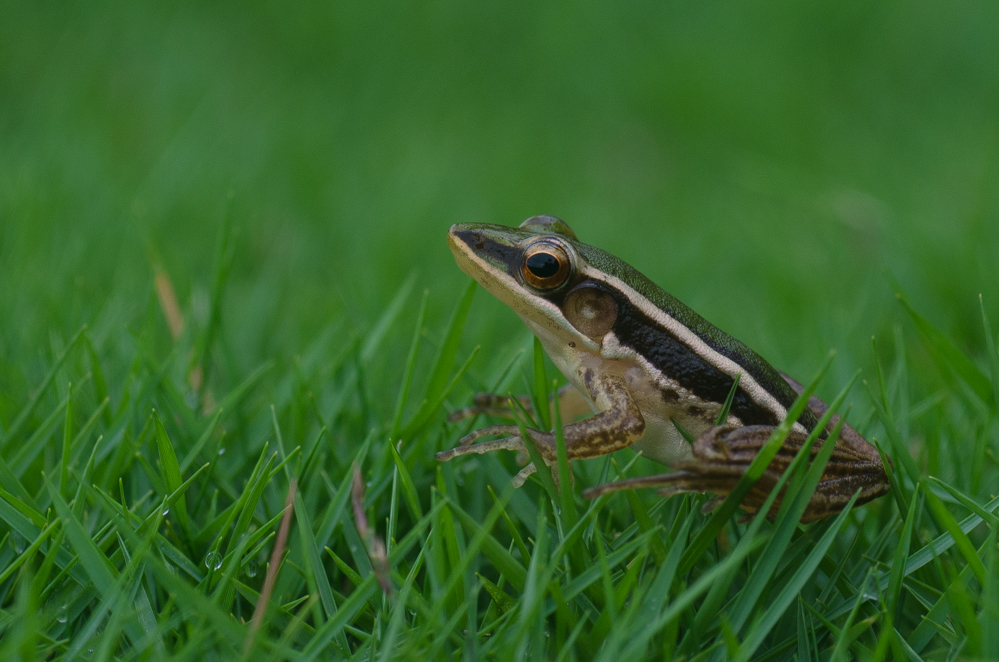